# Regenwaterinfiltratievoorziening
Een regenwaterinfiltratievoorziening is een constructie via welke regenwater kan infiltreren in de bodem. Infiltratievoorzieningen zijn in te delen in bovengrondse en ondergrondse voorzieningen.

## Bovengrondse infiltratie
- waterpasserende verharding: hierbij kan het water door de voegen van de bestrating infiltreren in de ondergrond.
- waterdoorlatende verharding: hierbij kan het water door de poreuze stenen van de bestrating infiltreren in de ondergrond. Een variant hiervan is verharding door grind of houtspaanders en dennenschors.
- wadi: het water wordt hierbij via een regenwaterafvoersysteem naar de wadi gebracht, waar het infiltreert.

## Ondergrondse infiltratie
Bij ondergrondse infiltratie wordt het water via de regenwaterriolering verzameld en naar de infiltratievoorziening gebracht. 
- infiltratiekrat. Deze voorziening bestaat uit prefab-onderdelen. Via de wanden infiltreert het water in de bodem.
- infiltratieriolering. Vanuit de verzamelleiding kan het water direct infiltreren in de bodem.
- grindpalen. Indien het grondwater heel laag staat kan men het water infiltreren via grindpalen, hierbij wordt het water via de grindpaal over grote diepte geïnfiltreerd. Deze voorziening heeft dan ook een zeer grote capaciteit.
- infiltratieput. Bij deze kleinschalige voorziening wordt het regenwater in tanks van enkele kubieke meters inhoud verzameld en via poreuze wanden geïnfiltreerd in de bodem.
- DSI-techniek of Diepte infiltratie. Techniek waarbij water d.m.v. een verticaal ingespoten filterbuis naar dieper gelegen watervoerende lagen in de bodem wordt afgevoerd.